# Austroaeschna multipunctata
Austroaeschna multipunctata är en trollsländeart som först beskrevs av Martin 1901.  Austroaeschna multipunctata ingår i släktet Austroaeschna och familjen mosaiktrollsländor. IUCN kategoriserar arten globalt som livskraftig. Inga underarter finns listade i Catalogue of Life.